# Johannes Carow
Johannes Carow (* 7. April 1996 in Mainz) ist ein deutscher Schachspieler.

## Leben
Johannes Carow war Schüler des Willigis-Gymnasiums in Mainz und Punktbester seines Abiturjahrgangs mit einem Notendurchschnitt von 1,0.

## Erfolge
Einen ersten nationalen Erfolg feierte Carow mit dem Gewinn der Deutschen Meisterschaft U16 im Jahr 2012. Im Jahr 2013 konnte er den Titelgewinn U18 wiederholen.
Seit 2017 trägt Carow den Titel Internationaler Meister (IM), die erforderlichen Normen erfüllte er 2012 in der Oberliga Südwest, beim Vienna Chess Open 2015 sowie beim Grenke Chess Open 2017 in Karlsruhe.
Als Vereinsspieler ist Johannes Carow für die Schachfreunde Heidesheim aktiv, mit denen er zur Saison 2019/20 in die Oberliga Südwest aufstieg.
| Hier fehlt eine Grafik, die leider im Moment aus technischen Gründen nicht angezeigt werden kann. Wir arbeiten daran! |